# 道の駅新庄エコロジーガーデン原蚕の杜
道の駅新庄エコロジーガーデン原蚕の杜（みちのえき しんじょうエコロジーガーデンげんさんのもり）は、山形県新庄市に建設中の国道13号の道の駅である。

## 概要
山形県24番目の道の駅で、新庄市としては初の道の駅となる。
既存施設の元農林省蚕糸試験場新庄支場である「新庄エコロジーガーデン原蚕の杜」を道の駅として登録したもの。

## 歴史
- 2025年（令和7年）
  - 1月31日 - 国土交通省より道の駅第62回登録において、既存施設の「新庄エコロジーガーデン原蚕の杜」を「道の駅新庄エコロジーガーデン原蚕の杜」として登録[1][2]。
  - 11月 - 開駅（予定）[1][2]。

## 施設
- 駐車場 209台
- トイレ 29器
- 情報提供・休憩施設
- 観光案内所
- ベビーコーナー
- 非常用電源
- マンホールトイレ
- 公衆無線LAN
- 公衆電話
- 物販施設
- 飲食施設
- 多目的ホール
- 加工室
- ギャラリー
- 宿泊施設
- 公園（イベントエリア）
- バス停留所
- EV充電施設

## アクセス
- 国道13号 - 登録路線

## 周辺
- 新庄市役所